# Maciste

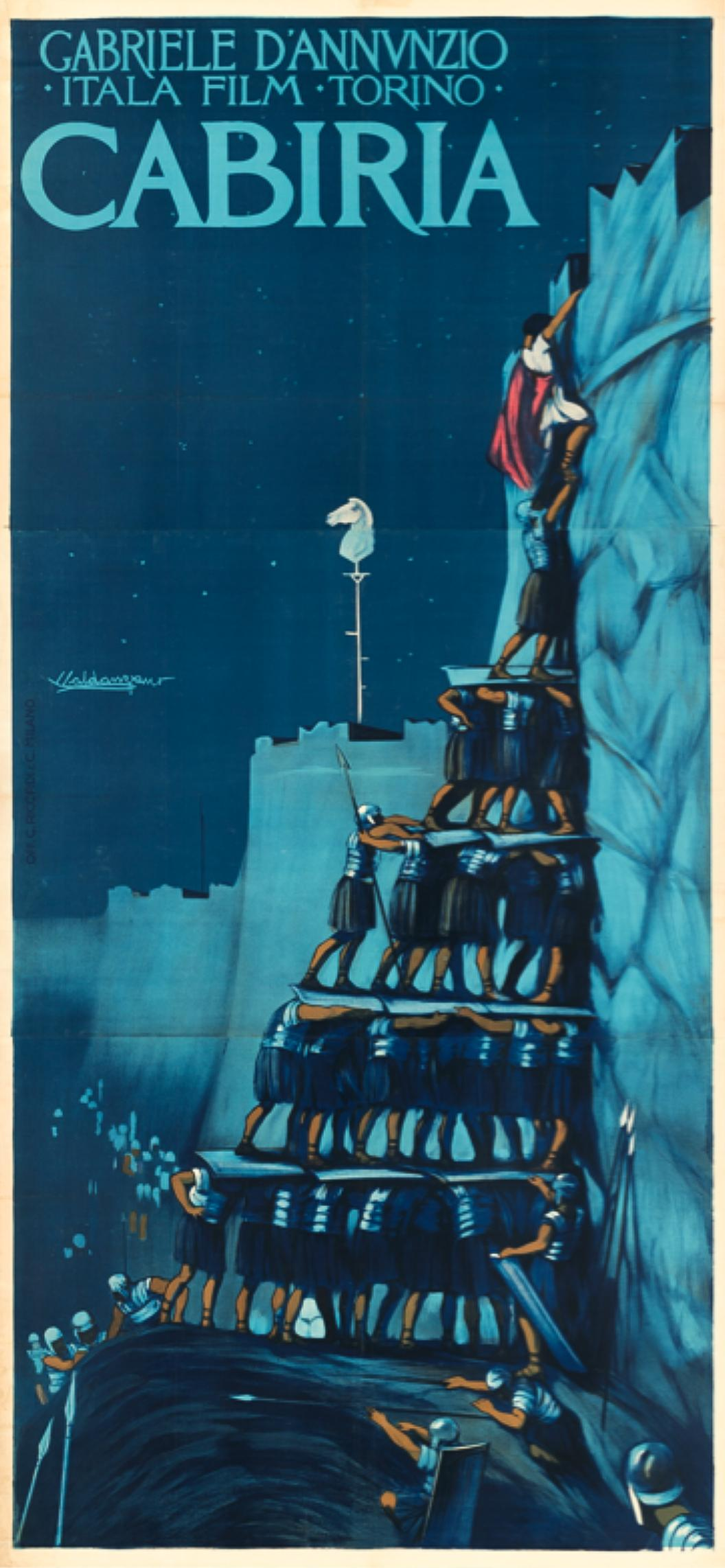
Poster original do filme Cabíria

Maciste (pronunciado em italiano como maˈtʃiste) é um das mais antigas personagens recorrentes do cinema italiano do subgênero peplum. 

## História
Representa um homem mitológico muito similar a Hércules, que utilizava sua descomunal força para realizar feitos heroicos. É um precursor das personagens de aventuras falsamente mitológicas como Conan, o bárbaro interpretados por atores com hipertrofia muscular como Arnold Schwarzenegger.
Maciste apareceu pela primeira vez no filme italiano épico Cabíria, de 1914, dirigido por Giovanni Pastrone. O filme era vagamente inspirado em Salammbô, novela de Gustave Flaubert, e na história das Guerras Púnicas. O roteiro foi escrito pelo famoso poeta Gabriele d'Annunzio. O filme fez grande sucesso e é considerado uma das maiores obras cinematográficas do cinema mudo italiano. Maciste era um escravo muito forte que auxiliava o resgate da personagem principal, Cabíria, quando esta ia ser sacrificada no templo de Moloch. Apesar de secundário, a personagem de força descomunal interpretado por Bartolomeo Pagano, despertou a atenção do público e passou a ser utilizado em uma longa série de filmes de qualidade irregular.
Foram feitos 26 filmes de Maciste entre 1915 e 1927, sempre interpretado por Bartolomeo Pagano. Nos filmes mudos, a personagem não ficou restrito aos tempos mitológicos ou à antiguidade grego-romana. Maciste poderia aparecer em qualquer época e lugar. Nos primeiros filmes produzidos na Primeira Guerra Mundial, a personagem era um soldado e os roteiros faziam propaganda política da guerra.
Nos anos da década de 1950 e 1960, a personagem foi retomado em diversos filmes de baixo orçamento e público cativo.
Foram realizados aproximadamente 50 filmes, a metade deles no início do século, com Bartolomeo Pagano, e o restante nos anos 1950 e 1960.

## Origem do nome
Segundo Gabriele d'Annunzio, Maciste era um apelido para Hércules. 
O livro A Dictionary of Greek and Roman mythology de William Smith, alega que Macistus (Μάκιστος) era um dos apelidos de Hércules por causa de um templo a ele dedicado nas vizinhanças da cidade de Macistus, na Triphylia. Um nome relacionado é Mecisteus (Μηκιστεύς), usado por duas diferentes personagens da mitologia grega e também como alcunha de Hércules. 
De acordo com o livro Italian Cinema: Gender and Genre, de Maggie Günsberg, Gabriele d'Annunzio usou duas fontes: uma do grego antigo, makistos, que significa "mais comprido",  e a segunda da palavra latina macis que significa "rocha" (conforme o italiano macigno). Entretanto, em grego dórico, makistos (μάκιστος) significa o maior, o mais alto, o mais longo no tempo. Além disso, não existe a palavra macis em latim.
Nos primeiros filmes da década de 1960, Maciste diz que seu nome significa "da rocha". Um filme posterior, "Valley of the Thundering Echo", apresenta um Maciste que se materializa magicamente da terra quando suas habilidades são necessárias.

## Filmografia
No cinema mudo, todos com Bartolomeo Pagano:
- Cabiria (1914)
- Maciste (1915)
- Maciste bersagliere  (1916)
- Maciste alpino (1916)
- Maciste atleta (1917)
- Maciste medium (1917)
- Maciste poliziotto (1917)
- Maciste turista (1917)
- Maciste sonnambulo (1918)
- La Rivincita di Maciste (1919)
- Il Testamento di Maciste (1919)
- Il Viaggio di Maciste (1919)
- Maciste I (1919)
- Maciste contro la morte (1919)
- Maciste innamorato (1919)
- Maciste in vacanza (1920)

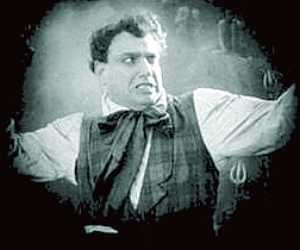
Bartolomeo Pagano como Maciste em 1922

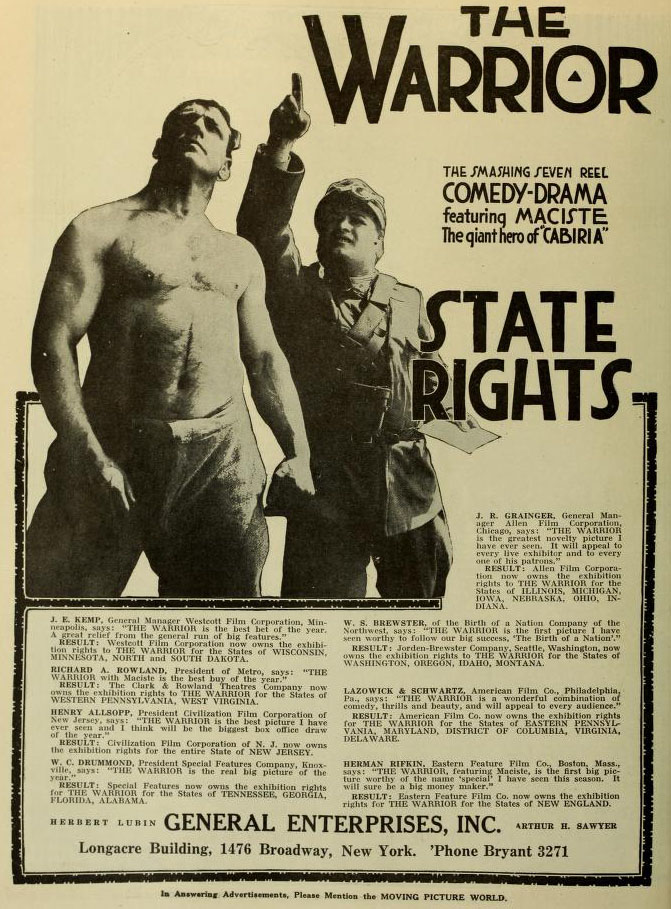
Maciste alpino (1916)

- Maciste salvato dalle acque (1920)
- Maciste e la figlia del re della Plata (1922)
- Maciste und die Japanerin (1922)
- Maciste contro Maciste (1923)
- Maciste und die chinesische truhe (1923)
- Maciste e il nipote di America (1924)
- Maciste imperatore (1924)
- Maciste contro lo sceicco (1925)
- Maciste all'inferno (1926)
- Maciste nella gabbia dei leoni (1926)
- il Gigante delle Dolemite (1927)

Filmes mais recentes, dos anos 1950 e 1960:
- Maciste nella Valle dei Re/ Maciste in the Valley of the Kings (1960) com Mark Forest.
- Maciste contro i cacciatori di Teste/ Maciste Vs. the Headhunters (1960) com Kirk Morris.
- Maciste nella Terra dei Ciclopi/ Maciste in the Land of the Cyclops (1961) com Gordon Mitchell.
- Maciste alla corte del gran khan/ Maciste at the Court of the Great Khan (1961), com Gordon Scott.
- Maciste contro il vampiro/ The Vampires (1961), com Gordon Scott.
- Maciste, l'uomo più forte del mondo/ Maciste, the Strongest Man in the World (1962), com Mark Forest.
- Maciste contro Ercole nella valle dei guai/ Maciste Against Hercules in the Vale of Woe (1962), com Frank Gordon como Maciste.
- Maciste all'inferno/ Maciste in Hell (1962), com Kirk Morris.
- Il trionfo di Maciste/ The Triumph of Maciste (1962), com Kirk Morris.
- Maciste contro i mostri/ Maciste vs. the Monsters (1962), com Reg Lewis.
- Totò contro Maciste (Totò vs Maciste, 1962), com Samson Burke e Totó.
- Maciste il gladiatore più forte del mondo/ Maciste, the World's Strongest Gladiator (1962), com Mark Forest.
- Maciste contro el sheik/ Maciste Vs. the Sheik (1962), com Ed Fury.
- Maciste, l'eroe più grande del mondo/ Maciste, the World's Greatest Hero (1963), com Mark Forest.
- Zorro contro Maciste/ Zorro Vs. Maciste (1963), com Alan Steel.
- Maciste e la regina de Samar/ Maciste and the Queen of Samar (1964), com Alan Steel.
- Maciste nelle miniere de re salomone/ Maciste in King Solomon's Mines (1964), com Reg Park.
- Maciste alla corte dello zar/ Maciste at the Court of the Czar (1964), com Kirk Morris.
- Maciste gladiatore di Sparta/ Maciste, Gladiator of Sparta (1965), com Mark Forest.
- Maciste contro i mongoli/ Maciste Vs. the Mongols (1964), com Mark Forest.
- Maciste nell'inferno di gengis khan/ Maciste in Genghis Khan's Hell (1964), com Mark Forest.
- La valle dell'eco tonante/ Valley of the Thundering Echo (1964), com Kirk Morris.
- Ercole, Sansone, Maciste e Ursus: gli invincibili/ Hercules, Samson, Maciste and Ursus: The Invincibles (1965), com Renato Rossini como Maciste.
- Gli invicibili fratelli Maciste/ The Invincible Brothers Maciste (1965), com Richard Lloyd como Maciste.
- Maciste il Vendicatore dei Mayas/ Maciste, Avenger of the Mayans (1965) (Nota: este filme baratíssimo foi feito com restos de outros dois filmes. Sendo assim, a personagem é representado por dois atores, Reg Lewis e Kirk Morris).